# Drosophila tristriata
Drosophila tristriata är en tvåvingeart som beskrevs av Heed och William Morton Wheeler 1957.

## Taxonomi och släktskap
Drosophila tristriata ingår i släktet Drosophila och familjen daggflugor.

## Utbredning
Artens utbredningsområde täcker ett område mellan El Salvador, Västindien och Trinidad.